# Antonio Ruiz de Salces
Antonio Ruiz de Salces (Fresno del Río, 1820 - Madrid 1899) fue un arquitecto español. Realizó diversas obras en Madrid. Fue conocido por haber realizado el palacio del Marqués de Manzanedo, arquitectura indiana emplazada en la villa de Santoña que obtuvo medalla en la Exposición de Bellas Artes. El Palacio es de estilo clásico, con cuerpo central y alas en los flancos. Fue catedrático en la Escuela de Arquitectos de Madrid. Comenzó siendo ayudante de Francisco Jareño, que trabajaba en el proyecto de la Biblioteca Nacional de Madrid.

## Carrera
Inició su carrera como ingeniero, conmutando a la de arquitectura logrando el título en 1852. En 1863 realizó el proyecto de Escuela de Ingenieros de Madrid, que no se materializó. Fue ayudante de Lucio del Valle en las obras de la Puerta del Sol (Ensanche de la Puerta del Sol). En 1870 realiza el Palacio de Justicia o Palacio del Tribunal Supremo  sobre parte del solar del antiguo Convento de las Salesas Reales (se mantiene la Iglesia de Santa Bárbara). En 1892 termina la obra del Palacio de Biblioteca y Museos Nacionales, sede de la Biblioteca Nacional de España, en el paseo de Recoletos, diseñada antes por Francisco Jareño. Ingresó en la Real Academia de Bellas Artes de San Fernando en 1871 sustituyendo a Pascual Colomer.